# Graf von Wisborg

Wappen der Grafen von Wisborg

Der luxemburgische agnatische Titel Graf von Wisborg (französisch Comte de Wisborg, schwedisch greve af Wisborg) wurde an vier frühere Prinzen des schwedischen Königshauses Bernadotte vergeben. Auch deren agnatische Nachkommen tragen die gräfliche Würde.

## Geschichte
Erster Träger des Titels war Oskar Karl August Bernadotte (1859–1953), zweiter Sohn des Königs Oskar II., der bis 1888  die Titel Prinz von Schweden und Norwegen, Herzog von Gotland führte. Als er 1888 in nicht ebenbürtiger Ehe eine Hofdame seiner Schwägerin, der Kronprinzessin Viktoria, geborenen Prinzessin von Baden, heiratete, Ebba Munck af Fulkila, die zwar aus dem schwedischen Adel, nicht jedoch aus dem Hochadel stammte, musste er aus dem Königshaus austreten und verlor damit seine schwedischen Titel. Sein Vater verlieh ihm jedoch auf Lebenszeit den Titel Prinz Bernadotte. Da dieser Titel aber ausdrücklich nicht erblich war, wurden Oskars Kinder Maria Sophia Henrietta (* 1889) und Carl Oscar (* 1890) als Bürgerliche geboren. Denn der Stammvater der Dynastie, Karl XIV. Johann, vormals Jean Baptiste Bernadotte, war selbst 1763 bürgerlich geboren worden; auf seinen von Napoleon 1806 verliehenen französischen Titel Fürst von Pontecorvo hatte er nach seiner Wahl zum schwedischen Kronprinzen 1810 verzichtet. Damit standen seinen Nachfahren im Mannesstamm nur die königlich schwedischen Titel zu; nach deren Aberkennung blieben ihnen – anders als bei den älteren Dynastien – keinerlei alte Erbtitel mehr übrig und sie waren wieder bürgerlich.

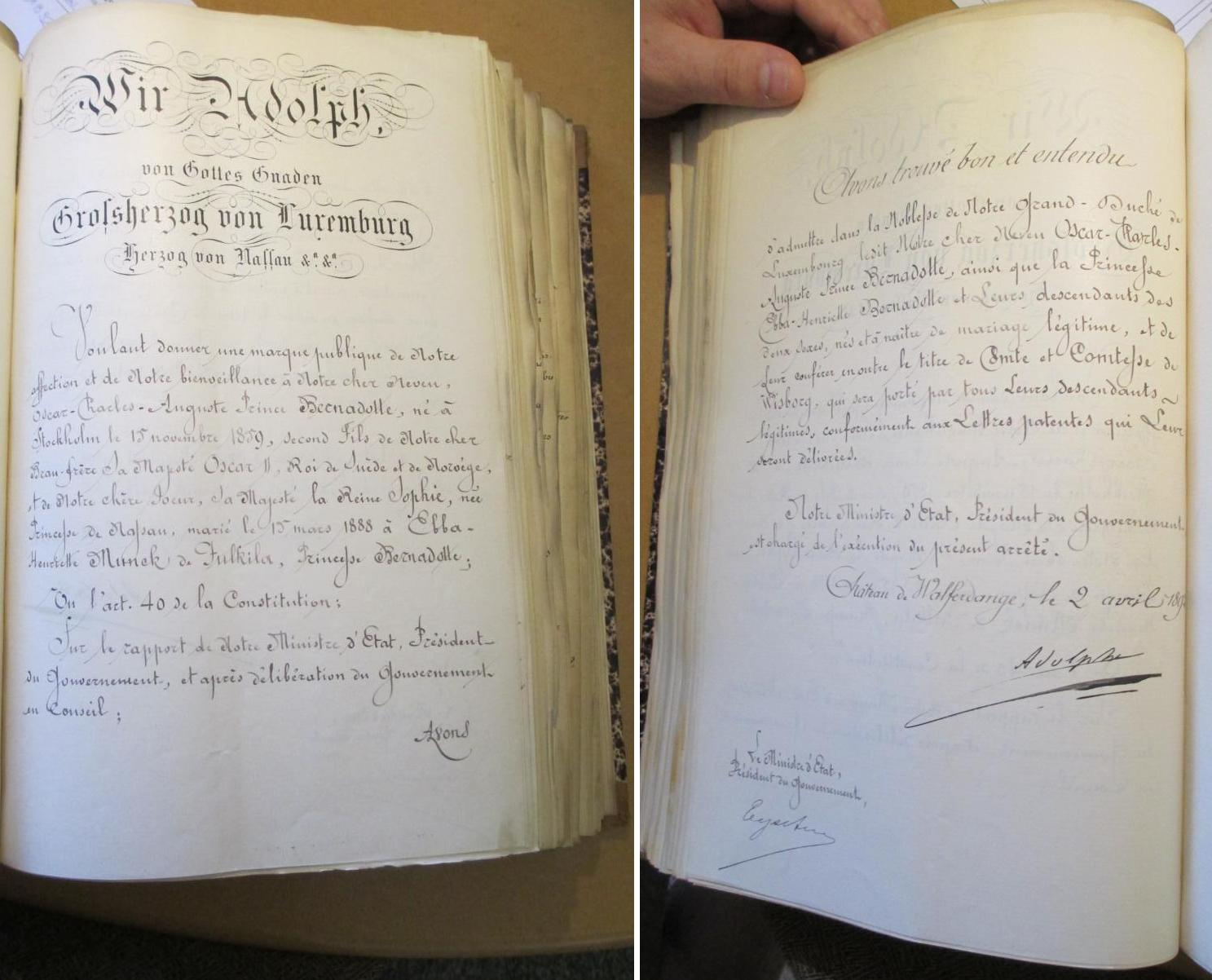
Lettres Patentes von 1892 für Prinz Oscar Bernadotte von Großherzog Adolph von Luxemburg

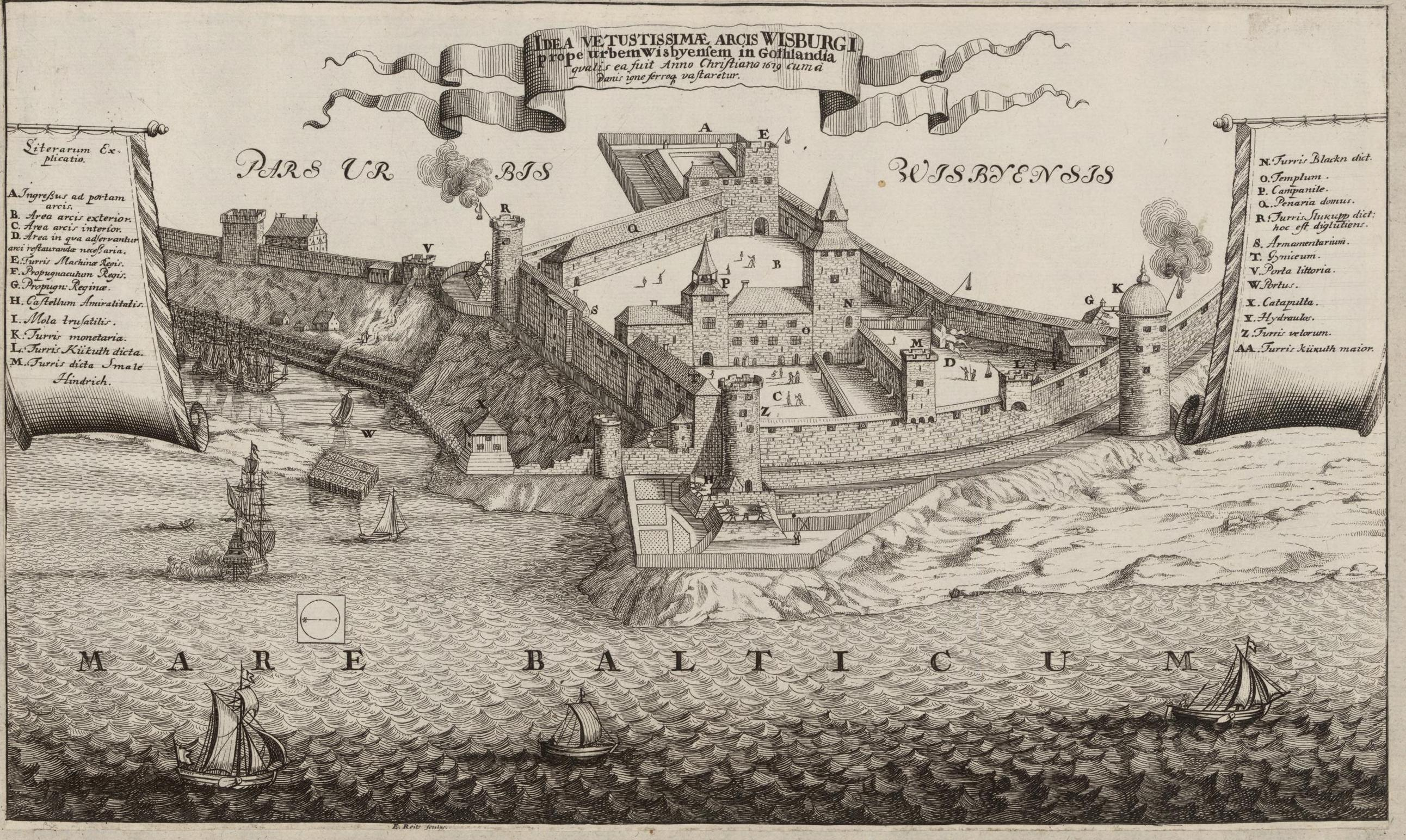
Die namensgebende Visborg auf der Ostseeinsel Gotland unmittelbar vor ihrer Zerstörung 1679

Dieser Umstand erschien Prinz Oskars Mutter, Königin Sophia, unbefriedigend. Da ihr Gemahl, König Oskar II., nicht dazu zu bewegen war, seine Enkel zu adeln, ersuchte sie ihren Bruder, den früheren Herzog von Nassau und seit 1890 regierenden Großherzog von Luxemburg Adolph, ihrem Sohn die luxemburgische Staatsbürgerschaft und einen entsprechenden erblichen Adelstitel zu verleihen, der auch auf seine Kinder übergehen konnte. Denn nach der schwedischen Verfassung von 1809 konnte der Monarch Nobilitierungen oder Standeserhöhungen nur noch in der Form von Erstgeburtstiteln, vererbbar ausschließlich im Mannesstamm in der Primogenitur, vornehmen. Damit hätte zwar Prinz Oskars ältester Sohn Carl Oscar (* 1890), nicht aber dessen Schwester Sophia Henrietta (* 1889) den schwedischen Adelsstand erhalten können; 1892 erwarteten Prinz Oskar und seine Frau zudem ein drittes Kind (es sollten ihnen noch zwei weitere Töchter und ein Sohn folgen). Um allen Kindern Adelstitel zu sichern, wandten sich Hof und Regierung an Großherzog Adolph. Dieser entsprach der Bitte 1892 durch Verleihung des Titels Graf von Wisborg (Comte de Wisborg). Prinz Oskar war vor seinem Austritt aus dem Königshaus Herzog von Gotland gewesen, auf dessen Hauptstadt Wisby mit der Burg Wisborg der Titel anspielt. Er führte nunmehr die Titel Prinz Bernadotte, Graf von Wisborg, seine Kinder hießen Bernadotte, Graf bzw. Gräfin von Wisborg. König Oskar II. hatte ursprünglich gewollt, dass nur die Enkelgeneration den Namen Bernadotte von Wisborg führt, die nächsten Generationen sollten dann nur noch von Wisborg heißen, sodass der Name Bernadotte dann wieder ausschließlich der königlichen Familie zugestanden hätte; diese Einschränkung ist in dem luxemburgischen Adelsbrief aber nicht vorgenommen worden.
Am 2. Juli 1951 folgten drei weitere frühere schwedische Prinzen (nunmehrige Bürgerliche), die in den 1930er und 1940er Jahren auf ihre Thronansprüche, die Zugehörigkeit zum Königshaus und ihre Titel verzichtet hatten, um ebenfalls unebenbürtig heiraten zu können. Alle drei waren Enkel des damaligen Königs Gustav V., der das Thronfolgesetz noch strenger anwandte als sein Vater Oskar II. und ihnen auch keinen Titel Prinz Bernadotte zugestand, sie waren Herren Bernadotte. Nach dem Tod Gustavs V. 1950 wollte dessen Sohn und Nachfolger Gustav VI. Adolf ein einvernehmliches Verhältnis zu den Ex-Prinzen herstellen und bat daher ein Jahr später die damalige luxemburgische Großherzogin Charlotte, ihren Cousins denselben erblichen Titel zu verleihen, den 1892 Oskar erhalten hatte:
- Sigvard (1907–2002), Sohn des schwedischen Königs Gustav VI. Adolf, vormals Prinz von Schweden, Herzog von Uppland,
- Lennart (1909–2004), Enkel des Königs Gustav V., vormals Prinz von Schweden, Herzog von Småland, und
- Carl Johan (1916–2012), Sohn des schwedischen Königs Gustav VI. Adolf, vormals Prinz von Schweden, Herzog von Dalarna.

Zu den bekanntesten Trägern des Titels zählen Lennart als Begründer der „Blumeninsel Mainau“ sowie Folke Bernadotte (Sohn des Prinzen Oskar, 1859–1953), der 1948 als Vermittler der Vereinten Nationen in Palästina von der jüdischen Terroristen-Gruppe Lechi erschossen wurde.
Der Titel lautet gemäß den Verleihungsurkunden Comte de Wisborg (nicht in der gebräuchlicheren schwedischen Schreibweise Visborg) und wird dem (bürgerlichen) Familiennamen Bernadotte nachgestellt: Bernadotte, Comte de Wisborg. In Schweden wird der Name in der schwedischen Übersetzung greve/grevinne af Wisborg geführt, oft in der inoffiziellen Reihenfolge greve/grevinna Bernadotte af Wisborg (deutsch Graf/Gräfin Bernadotte von Wisborg) anstatt Bernadotte, greve/grevinna af Wisborg (deutsch Bernadotte, Graf/Gräfin von Wisborg). Einige Mitglieder der Familie führen demonstrativ die schwedische Version, so die Landschaftsarchitektin Catherina Ruffing Gräfin Bernadotte af Wisborg, obwohl es sich nicht um einen schwedischen Titel handelt und daher auch für keinen dieser Titelträger eine Aufnahme in das schwedische Ritterhaus erfolgte. Allerdings sind einige Namensträger in die Sveriges Ointroducerade Adels Förening (Vereinigung des nicht-aufgenommenen Adels in Schweden) eingetreten, in dem die Träger nicht-schwedischer Titel, die in Schweden leben, zusammengeschlossen sind; Prinz Oskar wurde 1945, sein Sohn Carl 1963 als Ehrenmitglied aufgenommen.

## Die vier „gegraften Prinzen“

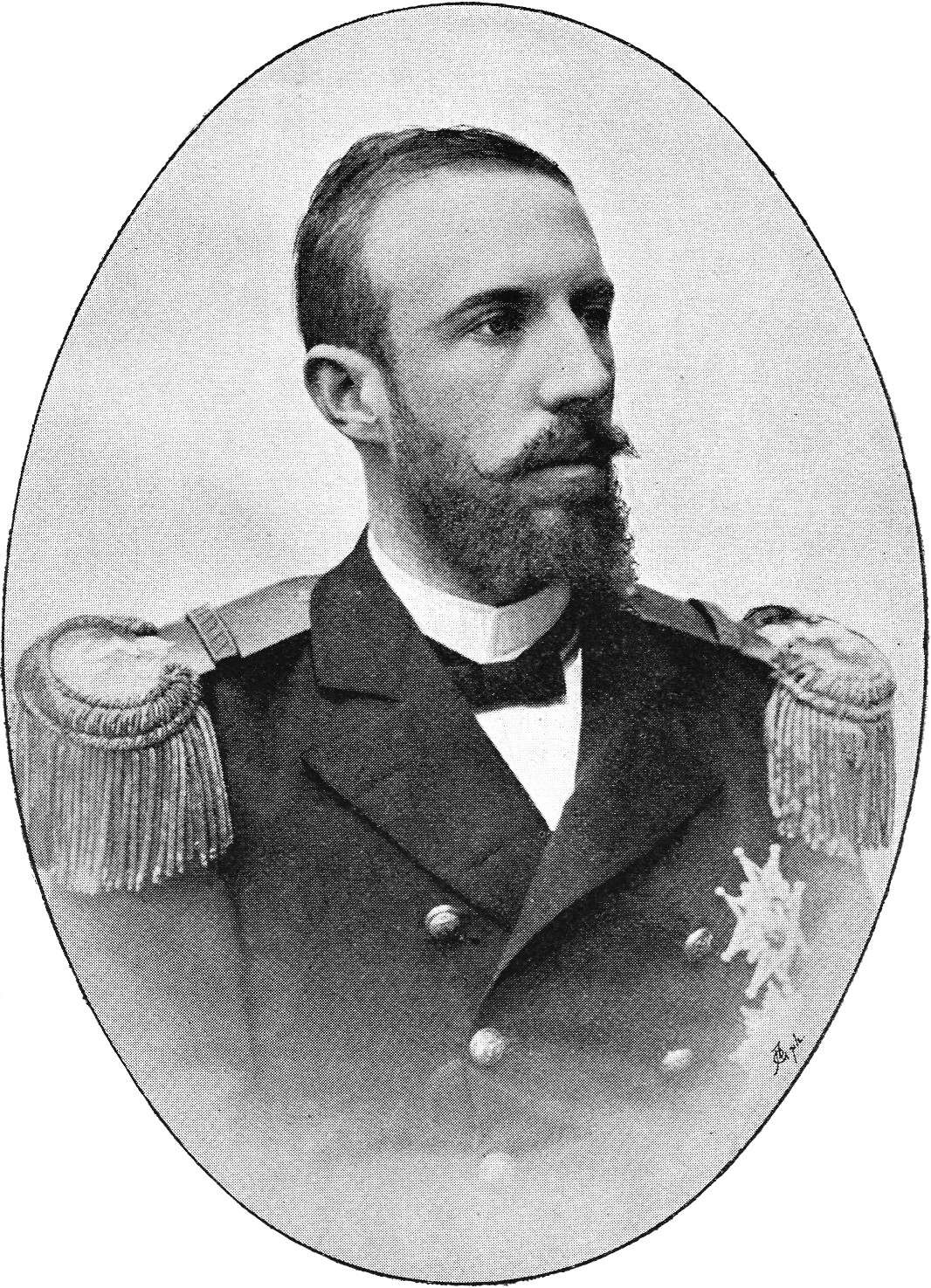
Prinz Oskar von Schweden, nachmals Prinz Bernadotte, Graf von Wisborg (1859–1953)
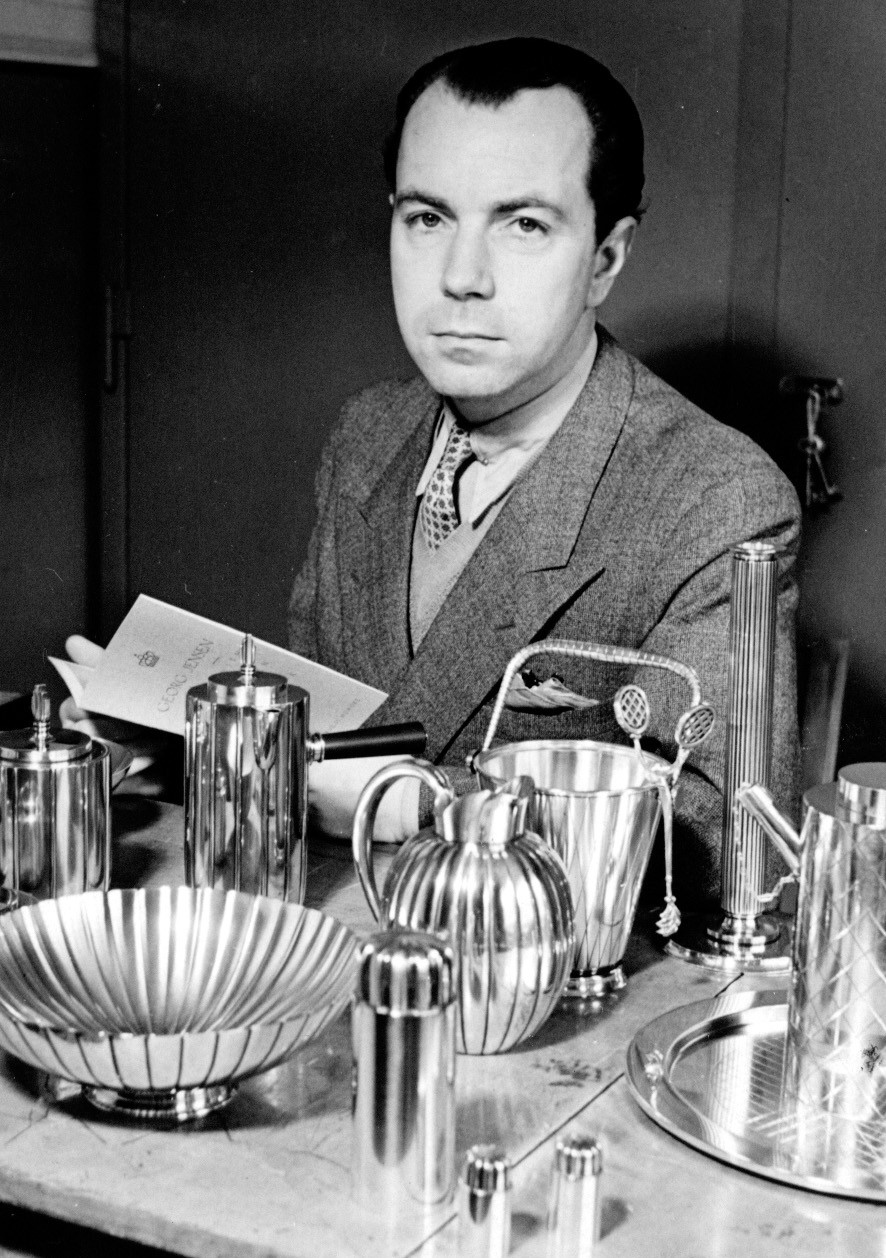
Sigvard Bernadotte, Graf von Wisborg (1907–2002)
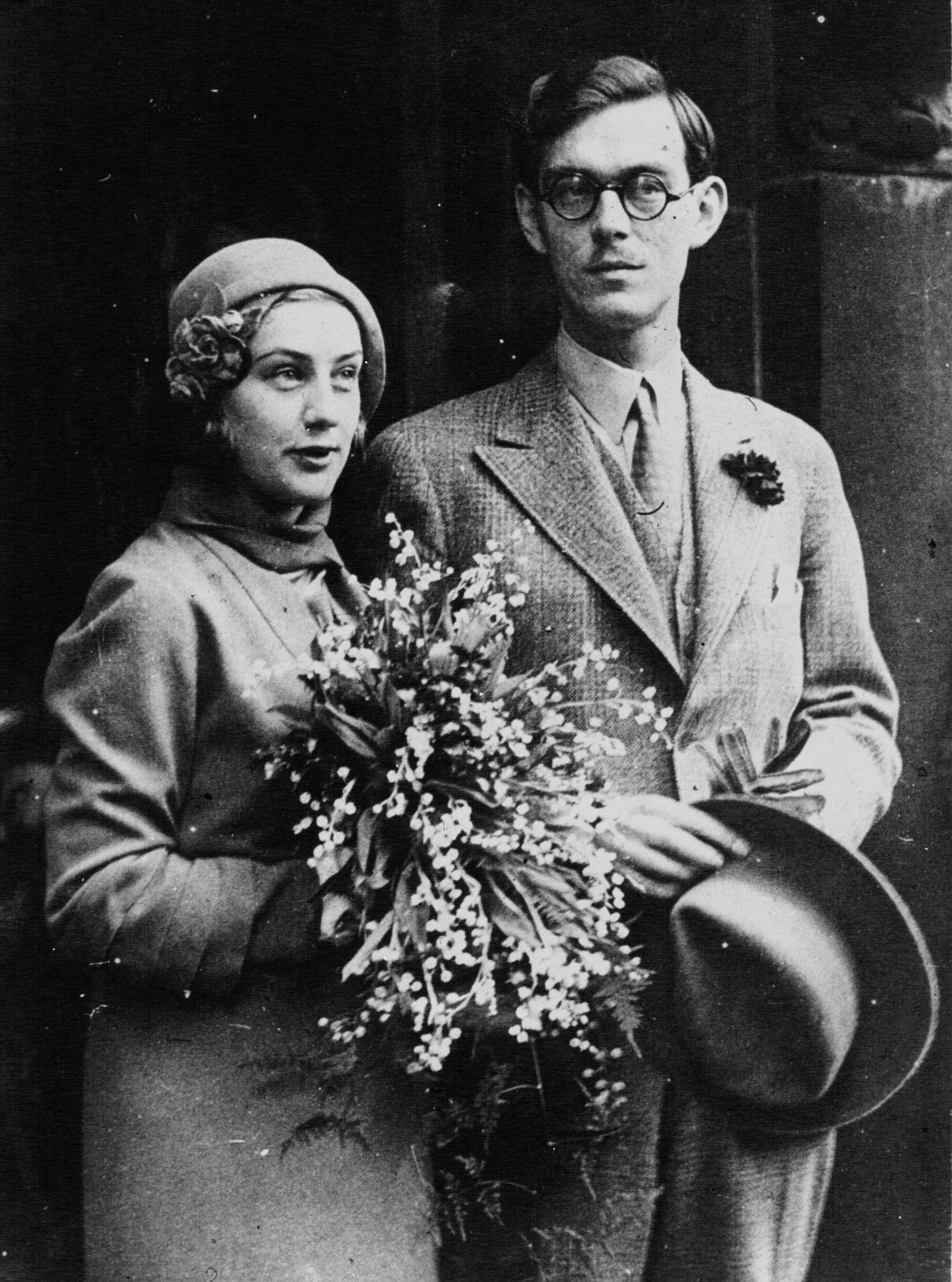
Lennart Bernadotte (1909–2004) mit seiner Frau Karin Nissvandt (1932)
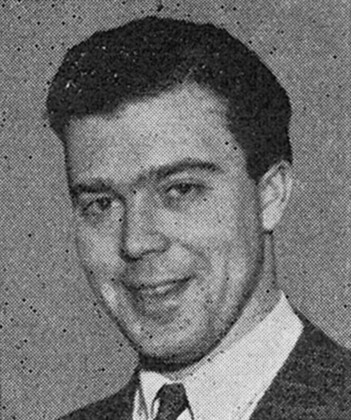
Carl Johan Bernadotte, Graf von Wisborg (1916–2012)